# Włodzimierz Brzezin
Włodzimierz Brzezin (ur. 1 lipca 1926 w Wieluniu, zm. 29 grudnia 2008) – polski ekonomista, rektor Wyższej Szkoły Pedagogicznej w Częstochowie.

## Życiorys
Młode lata spędził  w Rohatynie i Stanisławowie na kresach wschodnich, ze względu na fakt, iż jego wuj Gustaw Janecki pełnił wysokie stanowiska w Ministerstwie Wojny i w administracji państwowej na tych właśnie terenach. Po zdaniu matury w roku 1947 rozpoczął studia w Wyższej Szkole Administracyjno-Handlowej w Częstochowie, a w roku 1949 studia magisterskie w Akademii Handlowej w Poznaniu, które ukończył ze stopniem magistra rok później. Od 4 czerwca 1958 roku był aktywnym członkiem Polskiego Towarzystwa Ekonomicznego. Współorganizował pierwszego Koła PTE na terenie miasta Częstochowa. Studia doktoranckie rozpoczął w roku 1964 na Wydziale Finansów i Statystyki SGPiS w Warszawie (obecnie SGH), które ukończył w 1969 roku i uzyskał stopień naukowy doktora nauk ekonomicznych za rozprawę nt. „Polskie plany kont w świetle teorii rachunkowości”. Stopień naukowy doktora habilitowanego nauk ekonomicznych w zakresie rachunkowości uzyskał decyzją Rady Wydziału Finansów SGPiS w roku 1980 na podstawie rozprawy habilitacyjnej pt. „Teoria modeli ewidencyjnych”. Jego rozprawa habilitacyjna została wyróżniona Nagrodą im. prof. Stanisława Skrzywana. W roku 1985 otrzymał tytuł profesora nadzwyczajnego nauk ekonomicznych, zaś w roku 1992 został profesorem zwyczajnym. W latach 1980–1984 był rektorem Wyższej Szkoły Pedagogicznej w Częstochowie oraz współtwórcą Wydziału Zarządzania Politechniki Częstochowskiej. Pełnił funkcję Kierownika Katedry Rachunkowości na Politechnice Częstochowskiej, a w latach 1994-1996 dyrektora Instytutu Zarządzania. Przez 25 lat współpracował z prof. zw. dr. hab. Tadeuszem Peche nad unowocześnieniem teorii rachunkowości.

## Nagrody i wyróżnienia
- Krzyż Komandorski Orderu Odrodzenia Polski
- Złoty Krzyż Zasługi
- Medal Komisji Edukacji Narodowej
- Zespołowa Nagroda Naukowa MEN
- Złota Odznaka Honorowa PTE
- Złota Odznaka Honorowa PTE z Wieńcem

## Publikacje
- Ogólna teoria rachunkowości (trzy wydania)
- Podstawy rachunkowości
- Controlling – modele teoretyczno-normatywne do zastosowania w przedsiębiorstwach polskich
- Rachunkowość zarządcza a controlling
- Ogólna teoria współczesnej rachunkowości